# Jumpin on a Jet
«Jumpin on a Jet» — песня американского рэпера Фьючера, выпущенная 9 января 2019 в качестве второго сингла с его седьмого студийного альбома The Wizrd на лейблах Freebandz и Epic Records. Она была спродюсирована Southside и Tay Keith.

## Видеоклип
Релиз видеоклипа на трек состоялся 8 января 2019 на официальном YouTube-канале Фьючера, за день до выхода сингла.
Режиссёром видеоклипа стал Колин Тилли. Он ранее работал с Холзи, DJ Khaled, Джастином Бибером и другими популярными исполнителями.

## Чарты
| Чарт (2019)                               | Высшая позиция |
| ----------------------------------------- | -------------- |
| Канада (Billboard Canadian Hot 100)       | 84             |
| США (Billboard Hot 100)                   | 57             |
| США (Billboard Hot R&B/Hip-Hop Songs)     | 26             |
| США (Billboard On-Demand Streaming Songs) | 20             |
| Мир (Billboard Lyricfind Global)          | 21             |

## Сертификации
| Регион | Сертификация | Продажи |
| --- | ------------ | ------- |
| США (RIAA) | Золотой      | 500 000 |
| * Данные о продажах приведены только на основе сертификации. · ^ Данные о тиражах приведены только на основе сертификации. · Данные о продажах + прослушиваниях приведены только на основе сертификации. |              |         |